# Ante Banina
Ante Banina, hrvaški komunist, partizan, general in narodni heroj, * 6. april 1915, Veli Iž, Avstro-Ogrska, † 15. april 1977, Beograd, SFRJ.

## Življenjepis
Generalpolkovnik JLA Banina se je 1939 pridružil KPJ.
Med drugo svetovno vojno je bil:
- poveljnik, 1. hrvaški proletarski bataljon;
- poveljnik brigade, 7. (banijska) divizija;
- poveljnik, 9. divizija NOVJ.

Po vojni je bil:
- sekretar poverjeništva CK ZKJ za organizacijo ZK v JLA;
- glavni inšpektor JLA;
- pomočnik državnega sekretarja za narodno obrambo.